# Neolophonotus fimbriatus
Neolophonotus fimbriatus är en tvåvingeart som beskrevs av Hull 1967. Neolophonotus fimbriatus ingår i släktet Neolophonotus och familjen rovflugor. Inga underarter finns listade i Catalogue of Life.